# Gran Premio de Malasia de Motociclismo de 1991
El Gran Premio de Malasia de Motociclismo de 1991 fue la decimoquinta y última prueba de la temporada 1991 del Campeonato Mundial de Motociclismo. El Gran Premio se disputó el 29 de septiembre de 1991 en el Circuito de Shah Alam.

## Resultados 500cc
Solo 17 inscritos en el Gran Premio y sin el flamante campeón mundial Wayne Rainey ni Kevin Schwantz debido a la caída de la semana anterior. Solo 14 pilotos llegaron a meta, con la victoria del estadounidense John Kocinski, el primero en su carrera en la categoría reina, por delante de los australianos Wayne Gardner y Michael Doohan.
| Pos.     | Piloto               | Equipo                 | Moto   | Tiempo     | Pts. |
| -------- | -------------------- | ---------------------- | ------ | ---------- | ---- |
| 1        | John Kocinski        | Marlboro Team Roberts  | Yamaha | 50:05.945  | 20   |
| 2        | Wayne Gardner        | Rothmans Honda Team    | Honda  | +6.145     | 17   |
| 3        | Mick Doohan          | Rothmans Honda Team    | Honda  | +21.070    | 15   |
| 4        | Juan Garriga         | Ducados Yamaha         | Yamaha | +39.088    | 13   |
| 5        | Kevin Magee          | Lucky Strike Suzuki    | Yamaha | +41.520    | 11   |
| 6        | Niall Mackenzie      | Roberts B Team         | Yamaha | +1:01.504  | 10   |
| 7        | Adrien Morillas      | Sonauto Yamaha Mobil 1 | Yamaha | +1:25.351  | 9    |
| 8        | Didier de Radiguès   | Lucky Strike Suzuki    | Suzuki | +1:25.912  | 8    |
| 9        | Marco Papa           | Team Marco Papa        | Honda  | +2 Vueltas | 7    |
| 10       | Cees Doorakkers      | HEK-Baumachines        | Honda  | +2 Vueltas | 6    |
| 11       | Hans Becker          | Team Romero Racing     | Yamaha | +2 Vueltas | 5    |
| 12       | Eddie Laycock        | Millar Racing          | Yamaha | +2 Vueltas | 4    |
| 13       | Josef Doppler        | Doppler Racing         | Yamaha | +3 Vueltas | 3    |
| 14       | Nicholas Schmassman  | Schmassman Technotron  | Honda  | +6 Vueltas | 2    |
| Ret      | Sito Pons            | Campsa Honda Team      | Honda  | Ret        |      |
| Ret      | Jean Philippe Ruggia | Sonauto Yamaha Mobil 1 | Yamaha | Ret        |      |
| Ret      | Doug Chandler        | Roberts B Team         | Yamaha | Ret        |      |
| Sources: |                      |                        |        |            |      |

## Resultados 250cc
En la clase intermedia, el número de participantes era bastante pequeño, con solo 22 pilotos presentes y tan solo 17 llegaron a meta. La victoria con una brecha mínima fue para el nuevo campeón del mundo Luca Cadalora, que ganó por unos pocos milésimos al español Carlos Cardús. En tercer lugar,  llegó al alemán Helmut Bradl.
| Pos. | Piloto              | Moto    | Tiempo    | Pts. |
| ---- | ------------------- | ------- | --------- | ---- |
| 1    | Luca Cadalora       | Honda   | 42.51.766 | 20   |
| 2    | Carlos Cardús       | Honda   | 42.51.840 | 17   |
| 3    | Helmut Bradl        | Honda   | 43.07.979 | 15   |
| 4    | Loris Reggiani      | Aprilia | 43.12.824 | 13   |
| 5    | Martin Wimmer       | Suzuki  | 43.13.363 | 11   |
| 6    | Àlex Crivillé       | Honda   | 43.13.538 | 10   |
| 7    | Alberto Puig        | Yamaha  | 43.45.912 | 9    |
| 8    | Pierfrancesco Chili | Aprilia | 43.46.336 | 8    |
| 9    | Jean Pierre Jeandat | Honda   | 43.53.063 | 7    |
| 10   | Katsuyoshi Kozono   | Honda   | 43.53.367 | 6    |
| 11   | Renzo Colleoni      | Aprilia | 43.53.589 | 5    |
| 12   | Jochen Schmid       | Honda   | 43.55.207 | 4    |
| 13   | Bernard Haenggeli   | Aprilia | 43.58.738 | 3    |
| 14   | Stefan Prein        | Honda   | 44.06.863 | 2    |
| 15   | Harald Eckl         | Aprilia | 1 Vuelta  | 1    |
| 16   | Corrado Catalano    | Honda   | 1 Vuelta  |      |
| 17   | Ian Newton          | Honda   | 1 Vuelta  |      |
| Ret  | Urs Jücker          | Yamaha  | Ret       |      |
| Ret  | Paolo Casoli        | Yamaha  | Ret       |      |
| Ret  | Masahiro Shimizu    | Honda   | Ret       |      |
| Ret  | Wilco Zeelenberg    | Honda   | Ret       |      |
| Ret  | Doriano Romboni     | Honda   | Ret       |      |
| DNS  | Andreas Preining    | Aprilia | DNS       |      |
| DNQ  | Christmas Vilairoj  | Honda   | DNQ       |      |

## Resultados 125cc
En la categoría pequeña, se impuso el campeón del mundo Loris Capirossi, por delante de dos pilotos japoneses: Kazuto Sakata y Nobuyuki Wakai.
| Pos. | Piloto               | Moto      | Tiempo    | Pts. |
| ---- | -------------------- | --------- | --------- | ---- |
| 1    | Loris Capirossi      | Honda     | 41.00.464 | 20   |
| 2    | Kazuto Sakata        | Honda     | 41.01.361 | 17   |
| 3    | Nobuyuki Wakai       | Honda     | 41.01.662 | 15   |
| 4    | Fausto Gresini       | Honda     | 41.07.841 | 13   |
| 5    | Gabriele Debbia      | Aprilia   | 41.09.910 | 11   |
| 6    | Adi Stadler          | JJ Cobas  | 41.14.775 | 10   |
| 7    | Noboru Ueda          | Honda     | 41.17.852 | 9    |
| 8    | Dirk Raudies         | Honda     | 41.18.389 | 8    |
| 9    | Koji Takada          | Honda     | 41.27.187 | 7    |
| 10   | Kin'ya Wada          | Honda     | 41.27.831 | 6    |
| 11   | Bruno Casanova       | Honda     | 41.27.842 | 5    |
| 12   | Hans Spaan           | Honda     | 41.27.852 | 4    |
| 13   | Maurizio Vitali      | Gazzaniga | 41.28.980 | 3    |
| 14   | Arie Molenaar        | Honda     | 41.45.204 | 2    |
| 15   | Oliver Petrucciani   | Aprilia   | 41.45.838 | 1    |
| 16   | Peter Galvin         | Honda     | 41.47.024 |      |
| 17   | Robin Appleyard      | Honda     | 42.29.310 |      |
| Ret  | Hisashi Unemoto      | Honda     | Ret       |      |
| Ret  | Jorge Martínez Aspar | JJ Cobas  | Ret       |      |
| Ret  | Heinz Lüthi          | Honda     | Ret       |      |
| Ret  | Serafino Foti        | Honda     | Ret       |      |
| Ret  | Emilio Cuppini       | Gazzaniga | Ret       |      |
| DNS  | Alessandro Gramigni  | Aprilia   | DNS       |      |